# Håvard Bøkko
Håvard Bøkko (n. 2 februarie 1987, Hønefoss⁠(d), Buskerud, Norvegia) este un patinator de viteză ce a reprezentat Norvegia, medaliat olimpic. A participat la 3 ediții ale Jocurilor Olimpice (2006, 2010, 2014) în care a câștigat o medalie de bronz.